# Life on Mars (serie televisiva 2006)
Life on Mars è una serie televisiva britannica, ideata da Matthew Graham, Tony Jordan e Ashley Pharoah, mandata per la prima volta in onda su BBC One il 9 gennaio 2006. 
In Italia è stata trasmessa per la prima volta nel 2007 dal canale satellitare Jimmy e proposta successivamente in chiaro a partire dall'8 giugno 2009 da Rai 2 e in seguito riproposta da Rai 4. Il format della serie mescola la fantascienza (in particolar modo i viaggi nel tempo) con il genere poliziesco.
Nel 2008 ne è stato prodotto uno spin-off, Ashes to Ashes.
Nello stesso anno il network statunitense ABC ha prodotto un remake dal titolo omonimo, ambientato negli Stati Uniti d'America, inizialmente molto fedele all'originale ma con caratteristiche differenti e un diverso filone narrativo nello svolgimento della serie.

## Trama
Il personaggio principale è l'ispettore capo Sam Tyler della Polizia di Manchester (interpretato da John Simm) che, dopo essere stato investito da un'auto nel 2006, si ritrova catapultato nell'anno 1973. Qui lavora per il dipartimento di Polizia sotto la supervisione dell'ispettore Gene Hunt (interpretato da Philip Glenister). Nel corso della serie, Tyler deve affrontare vari ostacoli culturali, la maggior parte dei quali riguardano le differenze delle tecniche di indagine della polizia moderna comparate con quella degli anni Settanta.
La serie mantiene una forte ambiguità sulla situazione di Tyler: non è chiaro se lui abbia davvero viaggiato indietro nel tempo, se sia in coma nel 2006 e il mondo degli anni Settanta sia una sua costruzione mentale, o se sia davvero nel 1973, ma sia mentalmente instabile.

### Titolo
Il titolo della serie è ispirato alla canzone di David Bowie Life on Mars? del 1971 ma divenuta celebre nel 1973, anno in cui la serie è ambientata. Nel primo episodio il protagonista viene investito e si risveglia nel 1973 proprio mentre sta ascoltando questa canzone.

### Finale: interpretazioni
Il finale della serie si presta a diverse interpretazioni.
Secondo Matthew Graham, uno dei creatori della serie, Sam Tyler è riuscito effettivamente a svegliarsi dal coma. Una volta tornato nel 2006, però, il protagonista comprende di non essere veramente vivo, in quanto non prova sensazioni intense come quelle che provava nello stato di coma e quindi si suicida. Il suo ritorno definitivo nel 1973 va interpretato come l'ingresso nell'Aldilà, in una vita adatta a lui.
Per l'attore protagonista John Simm, invece, Sam Tyler non è veramente riuscito a svegliarsi dal coma, in quanto l'operazione chirurgica non ha avuto gli effetti sperati (in effetti, questa interpretazione potrebbe essere confermata dalle voci che ancora tormentano il protagonista, anche dopo il suo ritorno definitivo al 1973). La trama sarebbe quindi potenzialmente ancora aperta.
È comunque evidente che la serie era passibile di ulteriori sviluppi e che la sua fine un po' brusca sia dovuta soprattutto al desiderio di Simm di abbandonare il ruolo per dedicarsi ad altro.

## Personaggi
Sam Tyler: il protagonista indiscusso della serie; nel 2006 è ispettore capo della polizia di Manchester e mentre indaga sul rapimento della sua fidanzata Maya Roy viene investito da un'auto. Si risveglia nel 1973, dove ricopre il ruolo di ispettore; ha continuamente allucinazioni, sia uditive che visive, che gli fanno capire, mano a mano, il modo per tornare a casa. È interpretato da John Simm e doppiato in italiano da Alberto Bognanni.
Gene Hunt: è il superiore di Sam, cinico e razzista, lavora soprattutto di intuito, ma le sue supposizioni non sempre si rivelano infondate; è inoltre il coprotagonista di Ashes to Ashes. È interpretato Philip Glenister e doppiato in italiano da Pierluigi Astore.
Annie Cartwright: durante la prima stagione è una semplice agente e si dimostra preoccupata per Sam, che dice continuamente di venire dal 2006; alla fine del primo episodio della seconda stagione viene elevata a detective capo e partecipa molto di più alle azioni di polizia. È interpretata da Liz White e doppiata in italiano da Federica De Bortoli.
Maya Roy: è la fidanzata di Sam nel  2006 ed è anche lei ispettrice di polizia. Nel primo episodio viene rapita da un maniaco, sulla cui attività sta indagando insieme a Tyler e di lei non si sa più niente; Sam, nel sesto episodio della seconda stagione ne sente la voce e ne incontra la madre, scoprendo che era di origine indiana. È interpretata da Archie Panjabi.
Ray Carling: è un detective del dipartimento di Sam, cinico e razzista come Gene, prende spesso in giro Sam del fatto che pensa di venire dal 2006; declassato nel quinto episodio della prima stagione per aver causato, seppur involontariamente la morte di un detenuto, ritorna a essere detective nella seconda stagione. È interpretato da Dean Andrews e doppiato in italiano da Mimmo Strati.
Chris Skelton: semplice poliziotto è il migliore amico di Ray; timido e nervoso, il suo ruolo è spesso determinante per la risoluzione delle indagini. È interpretato da Marshall Lancaster e doppiato in italiano da Andrea Lavagnino.
Frank Morgan: è uno degli antagonisti principali della serie; nonostante compaia solamente negli ultimi due episodi, Sam ne sente spesso la voce nel corso della serie; nel 2006 è il chirurgo che deve operarlo per il tumore al cervello, nel 1973 è il capo di Sam, al quale ha affidato la missione di demolire il dipartimento di Hunt. Sam, convinto di poter così tornare al 2006, riesce nell'incarico e si sveglia "nel futuro", dove si rende conto di quanto gli manchi il 1973 e torna nel passato per salvare i suoi amici da morte certa; Sam in seguito sente nuovamente la voce di Morgan che gli parla dalla radio dell'auto di Hunt, ma cambia frequenza fermandosi su una stazione che trasmette Life on Mars? di David Bowie. È interpretato da Ralph Brown ed è doppiato in italiano da Paolo Marchese.

## Episodi
| Stagione         | Episodi | Prima TV UK | Prima TV Italia |
| ---------------- | ------- | ----------- | --------------- |
| Prima stagione   | 8       | 2006        | 2007            |
| Seconda stagione | 8       | 2007        | 2007            |